# Fei Yu Ching
Fei Yu Ching, chiamato a volte Fei Yu Chin o Fei Yuqing (cinese tradizionale: 費玉清; pinyin: Fèi Yùqīng; Taipei, 17 luglio 1955), è un cantante e compositore taiwanese.

## Biografia
Il suo vero nome è Chang Yen-ting ed è nato a Taipei da genitori provenienti dalla Cina continentale. Il padre era infatti di Tongcheng nella provincia dell'Anhui, mentre la madre della Contea di Anhua nello Hunan. Terzo di tre figli, sua sorella maggiore Chang Yen-chiung (張彥瓊) era anch'essa una cantante con il nome di Jenny Fei (費貞綾) prima di diventare monaca buddhista nel 1991 con il nome buddhista Heng Shu (恆述法師). Il fratello Chang Fei (張菲)  invece è anch'esso un cantante e soprattutto conduttore televisivo. 
Ha frequentato la Taipei Municipal Mingchuan Elementary School alle elementari e alle superiori ha frequentato la Private Xiehe Youde Senior High School a Taipei per diventare meccanico.
Sin da bambino mostra interesse per il canto e viene incoraggiato dai suoi genitori anch'essi interessati al mondo della musica.

## Carriera
La sua carriera ebbe inizio nel 1972 quando partecipò al concorso televisivo canoro "Star Vs Star" della China Television vincendo nella seconda fase per un totale di sei fasi. La canzone che aveva cantato "Smoky Rain and the Setting Sun" (煙雨斜陽) vinse il quarto posto facendolo debuttare come cantante sotto la China Television. Prima di arruolarsi nell'esercito per adempire alla leva obbligatoria, sua sorella Jenny Fei lo presentò a una discoteca molto famosa all'epoca della Nanjing East Road di Taipei dove cantò la canzone di apertura che venne accolta molto bene dal pubblico. Durante l'occasione indossò un abito completo da uomo e da quel momento ogni volta che salirà sul palco indosserà sempre o un abito completo da uomo o un abito tradizionale cinese (soprattutto durante gli anni '80). Per il suo stile gli venne dato il soprannome di "funzionario pubblico nell'industria dell'intrattenimento". Un'altra caratteristica di Fei Yu Ching è di piegare leggermente la testa all'indietro di 45 gradi mentre canta.
Quando si arruolò nell'esercito venne assegnato al 996º battaglione dello Zhōnghuá Mínguó Lùjūn (中華民國陸軍) ovvero l'Esercito della Repubblica di Cina con stanza a Puding nella città di Hsinchu. Durante la leva è stato responsabile della attività ricreative dell'esercito.
Nel 1977 venne pubblicato il suo primo album in studio "My heart grows in love" ( 我心生愛苗), dando avvio ad una ricchissima discografia. Nel 1980, Fei Yu Ching pubblicò tre album di cover di canzoni popolari in altri paesi, come Singapore, Malesia e altre regioni del sud-est asiatico. Fei Yu Ching iniziò a collaborare con la Tony Agency per pubblicare ogni anno un album di cover di vecchie canzoni in mandarino, ma anche qualche canzone popolare straniera, ad esempio da Spagna e Vietnam, poi cantate in mandarino. Le sue canzoni mescolano diversi stili che comprendono soprattutto influenze di musica cinese ma anche di musica occidentale come pop e jazz. Nel mondo della musica pop in lingua cinese, Fei Ching è venerato come il fondatore del revival dello stile tradizionale delle canzoni pop cinesi nel 20º secolo. Le sue canzoni hanno un'influenza importante nelle aree dove viene parlato il cinese e nel sud-est asiatico. I suoi ascoltatori sono sia grandi che giovani. 
Durante il 19th Golden Bell Awards nel 1984, Fei Yu Ching vinse il premio come migliore cantate maschile e divenne noto come "Gold Bell Singer".
Nel 1987 con l'abolizione della legge marziale a Taiwan che imponeva esclusivamente l'uso del cinese mandarino, Fei Yu Ching pubblicò il suo primo album in Hokkien, il dialetto taiwanese.
Dal 1993 al 1998, Fei Yu Ching e Chang Fei hanno condotto il programma di varietà The Fantastic Brothers (龍兄虎弟). Il programma consisteva nel invitare un cantante o personaggio famoso e i due conduttori dovevano cantare insieme la canzone e imitare il più possibile il cantante invitato. Ospite fu anche Ma Ying-jeou, ex presidente di Taiwan all'epoca ministro. Anche questo programma riscosse molto successo.
Nel 1996 l'album Goodnight Song (晚安曲) che era stato pubblicato nel 1994 vinse il premio di miglior album al 7th Golden Melody Awards. L'album viene considerato tra i migliori della discografia di Fei Yu Ching.
La sua bellissima voce da angelo gli ha procurato diversi successi, tra i quali ricordiamo Goodnight Song (晚安曲 - Wǎn'ān Qǔ), A Spray of Plum Blossoms (一剪梅 - Yījiǎn Méi) e Ode to the Republic of China. Alcune delle sue canzoni venivano utilizzate come colonne sonore nelle serie televisive diventando più popolari delle stesse serie televisive.
Nel 2006 ha duettato con Jay Chou nella canzone Faraway, presente nell'album di quest'ultimo Still Fantasy. Nel 2008 Fei si è esibito nello speciale di Capodanno del canale televisivo CCTV-4, interpretando una versione solista di Faraway, intitolata Thousands Miles Away (千里之外) e pubblicata nel 2007 nell'album Recollection: Folk Song Ballads (青青校樹).
Il 27 settembre 2018 Fei Yu Ching annunciò che si sarebbe ufficialmente ritirato dopo il concerto d'addio nel 2019. Il concerto si svolse non solo in Asia ma anche in Nordamerica per concludersi a novembre del 2019 a Taipei.
Nel 2020 acquisisce popolarità sulla piattaforma YouTube con la sua canzone Yi Jian Mei dell'album Endless Love (天之大) pubblicato nel 2010. Esiste anche una versione più vecchia della canzone, meno famosa, pubblicata nel 1983 nell'album Yangtze River (長江水). La canzone del 2010 è entrata nella lista Top 50 di Spotify in Europa, America e Nuova Zelanda.

## Vita privata
Nel 1981 si è fidanzato con Chie Yasui, un'attrice giapponese. Tuttavia Fei Yu Ching ha annullato il matrimonio perché la famiglia della fidanzata voleva che andasse a vivere in Giappone, cambiasse la cittadinanza e rinunciasse alla sua carriera a Taiwan. Rimasero però amici tanto che Fei Yu Ching andò a trovare Chie Yasui in Giappone. 
Il cantante è molto amico di Jody Chiang (江蕙), considerata la Regina dell'Hokkien Pop.
Fei Yu Ching è anche un filantropo. Ogni anno a Natale fa diverse donazioni ai canili delle città taiwanesi e in passato anche ad altri enti di beneficenza.
Ha un fratello minore di nome Chang Fei, anche lui cantante.

## Discografia

### Album studio in mandarino
- 1977 - 我心生愛苗 (My heart grows in love)
- 1978 - 白雲長在天 (White Cloud in the Sky)
- 1979 - 舊時情 (Old Times)
- 1979 - 一縷清紗萬縷情/ 凝望 (Stare)
- 1980 - 龍的傳人 (Heir of the Dragon)
- 1980 - 漁唱 (Fisherman's Song)
- 1981 - 万里长城 (Thousand Miles Of The Great Wall)
- 1981 - 刮地风 (Wind From The Ground)
- 1981 - 送你一把泥土 (Giving You a Handful of Soil)
- 1981 - 夜半歌声 (Midnight's Song)
- 1982 - 走過我自己 (Walking Through Myself)
- 1982 - 水長流 (Water Flows For Ever)
- 1983 - 長江水 (Yangtze River)
- 1983 - 我在你左右 (I am by your Side)
- 1984 - 夢駝鈴 (Dreaming of Camel Bells)
- 1984 - 明日天涯 (Tomorrow's Sky)
- 1985 - 新歌與精選(楚留香新傳) (New Song & Selection (New Legend of Chu Liu Xiang)
- 1985 - 星夜的離別 (A Starry Night's Farewell)
- 1985 - 巨鵬 (Great Bird)
- 1986 - 憶芙蓉 (Memory of Hibiscus)
- 1987 - 凱旋 (Triumph)
- 1987 - 跟著地球旋轉 (Follow the Earth's Spin)
- 1988 - 從前 (Previously)
- 1989 - 莫言醉 (Drunk With No Words)
- 1990 - 長髮的女郎 (Long-Haired Girl)
- 1992 - 情深往事直到永遠 (Those Were The Days When My Heart Was)
- 1993 - 一生的朋友 (We are Always Friends)
- 1994 - 晚安曲 (Goodnight Song)
- 2002 - 風華再現﹣情繫百樂門 (Grace & Talent Recurrence)
- 2003 - 何日君再來 (When Will You Return)
- 2004 - 花開富貴迎新春 (Happy Chinese New Year)
- 2005 - 浮聲舊夢 (Floating Old Dreams)
- 2007 - 青青校樹 (Recollection: Folk Song Ballads)
- 2008 - 回想曲之情話綿綿 (2008 Memorial Movie Theme)
- 2010 - 天之大 (Endless Love)
- 2011 - 唱一遍一遍 (Never - Ending Song)
- 2012 - 只有你 (Only you)
- 2013 - 只想聽見费玉清 (I only want to hear Fei Yu Ching)

### Album studio in hokkien
- 1987 - 甲人做伙 (A man as a partner)
- 1988 - 古早 (Once Upon a Time)